# Краснолесье (Калининградская область)
Красноле́сье (до 1895 года — Роминтен (нем. Rominten); в 1895—1938 годах Гросс-Роминтен (нем. Groß-Rominten); в 1938—1946 годах Хардтек, (нем. Hardteck)) — посёлок в Нестеровском районе Калининградской области, расположен на территории Роминтенской пущи. Входит в Чистопрудненское сельское поселение.
Население — 415 чел. (2010).

## История
Посёлок Роминтен впервые упоминается в документах в 1539 году, в 1863 году стал колльмийским ненаследственным, свободным от барщины, поселением колонистов. С 1868 года в поселке действовала церковная община. Здание церкви построено в 1880 году в основном на деньги, пожертвованные Вильгельмом II, часто отдыхавшим в этих местах. Остов здания сохранился до наших дней. В 1881 году был построен охотничий домик. В 1895 году посёлок переименован в Гросс Роминтен.
В августе 1914 года сильно пострадал во время сражения при Гумбиннене. В 1936 году поместье стало собственностью Германа Геринга, который построил новый охотничий домик.
В 1938 году властями гитлеровской Германии переименован в Хардтек в рамках кампании по упразднению в Восточной Пруссии топонимики пруссколитовского происхождения.
Во время Второй мировой войны был взят штурмом в ночь с 21 на 22 октября 1944 года воинами 18 гвардейской стрелковой дивизии под командованием генерал-майора Г. П. Исакова. По решению Потсдамской конференции вошёл в состав СССР. В 1945 году переименован в Краснолесье.

## Население
| 1780 | 1863 | 1885  | 1910  | 1933  | 1939  | 2002 |
| ---- | ---- | ----- | ----- | ----- | ----- | ---- |
| 143  | ↗958 | ↗1118 | ↗1127 | ↗1128 | ↗1191 | ↘454 |
| 2010 |      |       |       |       |       |      |
| ↘415 |      |       |       |       |       |      |

## Достопримечательности

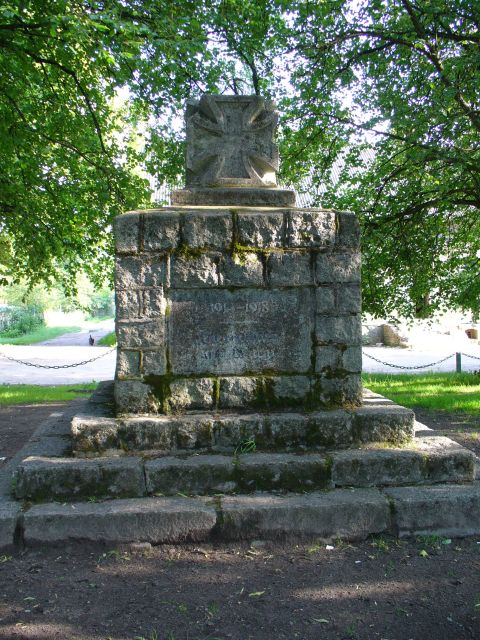
Памятник солдатам Первой мировой войны

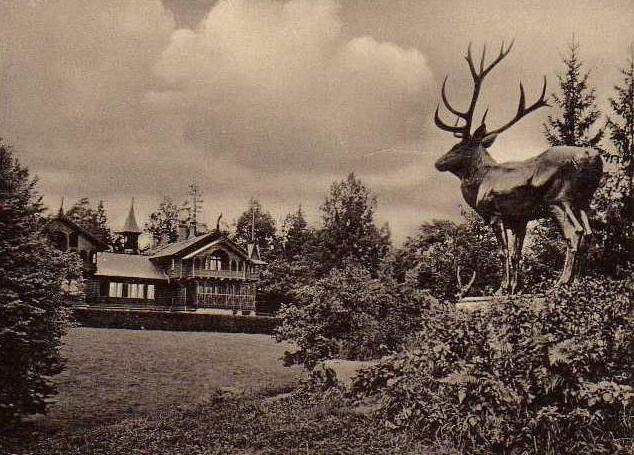
Охотничий домик

- Памятник советским воинам, погибшим во время войны, установленный в 1952 году на братской могиле, ремонтно-реставрационные работы проводились в 1975 году.
- В центре поселка стоит памятник немецким солдатам, погибшим в войне 1914—1918 годов, установленный в 1920-х годах. Неподалёку находился памятник русским воинам, до наших дней не сохранился.
- Кирха 1880 года постройки. 10 тысяч талеров на её строительство выделил кайзер Вильгельм II. В 2010 году передана РПЦ. На момент передачи от кирхи остались голые стены без крыши и башни, алтарная часть разрушена. В 2012 году включена Калининградской епархией в ФЦП «Культура России»[3]. Восстановлена в 2016 году[4].

## Экономика
В 1953 году в Краснолесье была создана машинно-мелиоративная станция для подготовки почв под лесные культуры. С 1954 года в Краснолесье находилась контора Нестеровского лесхоза.
Действует карьер по добыче песка. Вывоз с карьера осуществляется по железнодорожной ветке от Нестерова.
1 мая 2024 года после 60-летнего перерыва в Краснолесье возобновилось пассажирское железнодорожное сообщение. 